# カリュドーンの猪

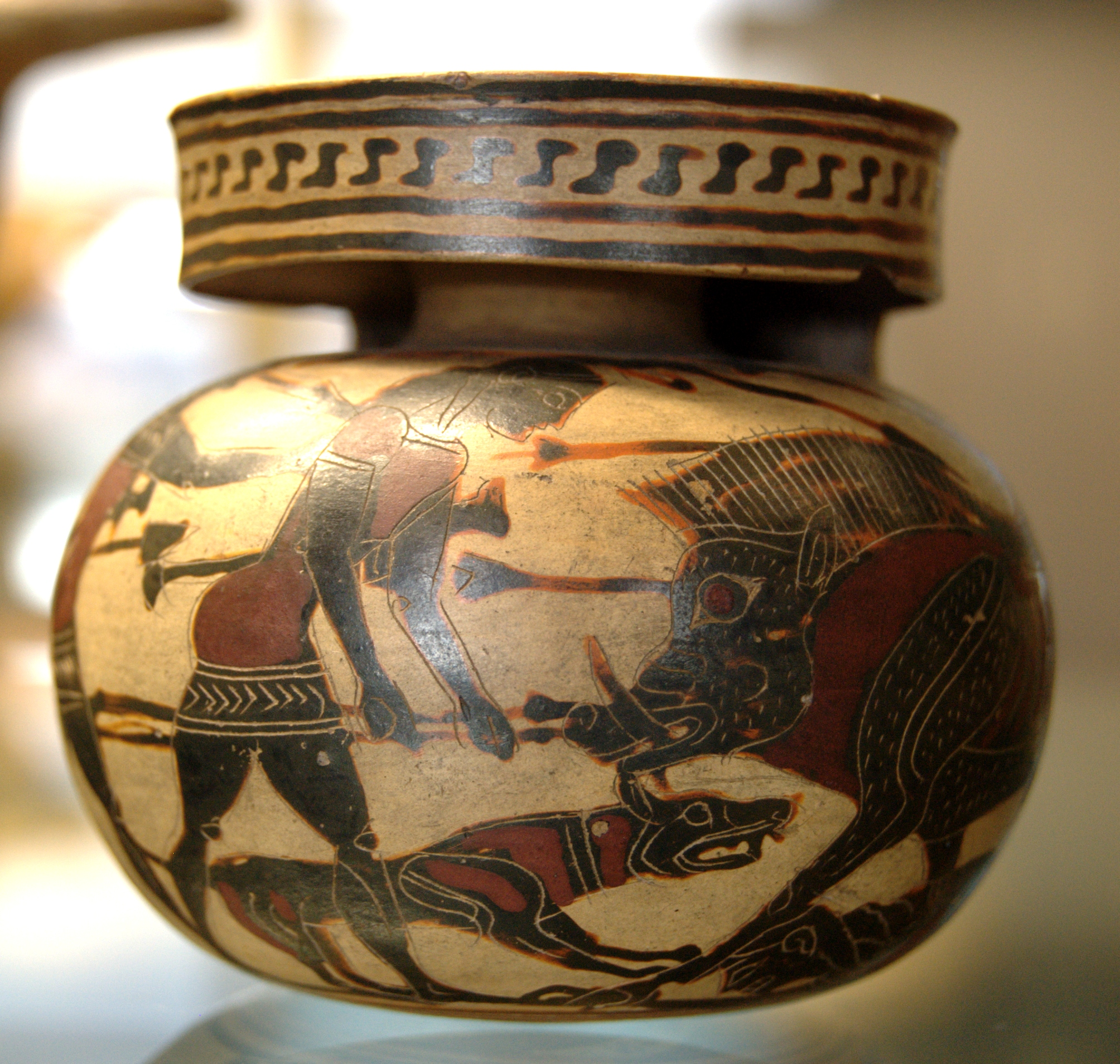
コリントスの黒絵式壺絵　紀元前580年ごろ　ルーヴル美術館

カリュドーンの猪（カリュドーンのいのしし、古代ギリシア語：Καλυδώνιος κάπρος、kalydṓnios kápros ）はギリシア神話に登場する巨大な猪である。長母音を省略してカリュドンの猪とも表記する。アイトーリアのカリュドーン王オイネウスが、アルテミス女神に対する初穂のまつりを忘れたため、怒った女神によって、神界よりこの獰猛な猪が差し向けられた。猪による被害のあまりな凄まじさに、王がギリシア全土から勇士を募って、猪を退治した神話のできごとである。このことがオイネウスの息子メレアグロスの死につながった。

## 概説

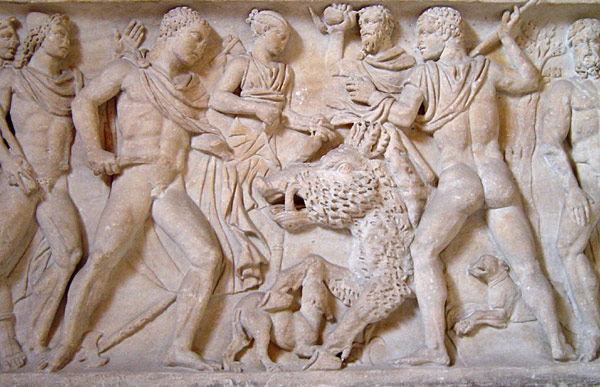
カリュドーンの猪狩りを表した古代ローマの浮彫　オックスフォードアシュモリーン博物館

メレアグロスを主人公とするこの物語は、ホメーロスの『イーリアス』中でうたわれている。アキレウスの出陣を促すため、アガメムノーンがオデュッセウスたちを使者として派遣し莫大な報償を約したが、還って来たのはつれない返答であった。そこでアキレウスを育てた老ポイニークスが、勇者は戦うときには行動せねばならぬと、古のメレアグロスの逸話を語る。ここで大猪退治の話が語られる。これが伝存する一番古い形である。
この話に出てくるカリュドーンの大猪は、ストラボンによれば、テーセウスがアテーナイの父王に会うため、旅に出て三番目に出会った、パイアンという名のクロミュオーンの牝猪の子孫であるとされる。
どのような人物が猪退治に参加した英雄たちであったのかというような詳細は、アポロドーロスが『ビブリオテーケー』等に記述されている。彼の著作は、紀元前6、5世紀頃の系譜学者の記述を元に編集されているので、この神話の要約がホメーロスに次いで古い物語の形である。オウィディウスが、ラテン語の『変身物語』のなかでこの話を敷衍して、牧歌的な物語に構成している。またヒュギーヌスがギリシア語で、彼のギリシア神話アンソロジー本のなかに神話の筋と登場人物などを記述している。
カリュドーンを荒らし回った大猪を退治するため、ギリシア中に勇士の参加を募った結果、参集した勇士たちの数が、アポロドーロス、オウィディウス、ヒュギーヌスによれば、十人超から数十人になっている。このようにギリシア中から英雄が集結するという神話物語としては、アルゴー号とその乗組員たちの冒険を描いた、ロドスのアポローニオスによる『アルゴナウタイ』などが知られる。参加する勇者の顔ぶれには、ペーレウス、イアーソン、カストールなど重なるところがある。
さて、詳しい形で語られるようになったカリュドーンの猪狩の神話であるが、基本的なあらすじはホメーロスのうたっている処とほぼ一致する。ギリシア全土から集まった勇士たちは、猪を追い詰め、犠牲者を出しながらも仕留めることに成功する。しかし、猪退治の功績をだれに帰するかについてメレアグロスと彼の伯父たちとの間で争いとなった。メレアグロスが伯父たちを殺したため、母アルタイアーは怒りのなか我を忘れ、彼の寿命とされた木片を燃やす。このようにしてメレアグロスは死ぬ。
この神話は「カリュドーンの猪狩り」として、古代ギリシアの古壺等に絵が描かれている。また古代ローマでは彫刻の題材として好んで採り上げられた。後世においても著名な神話のひとつであり、バロック期のピーテル・パウル・ルーベンスやドメニコ・ヴァッカーロなどの絵画の題材となっている。

## 研究者の解釈

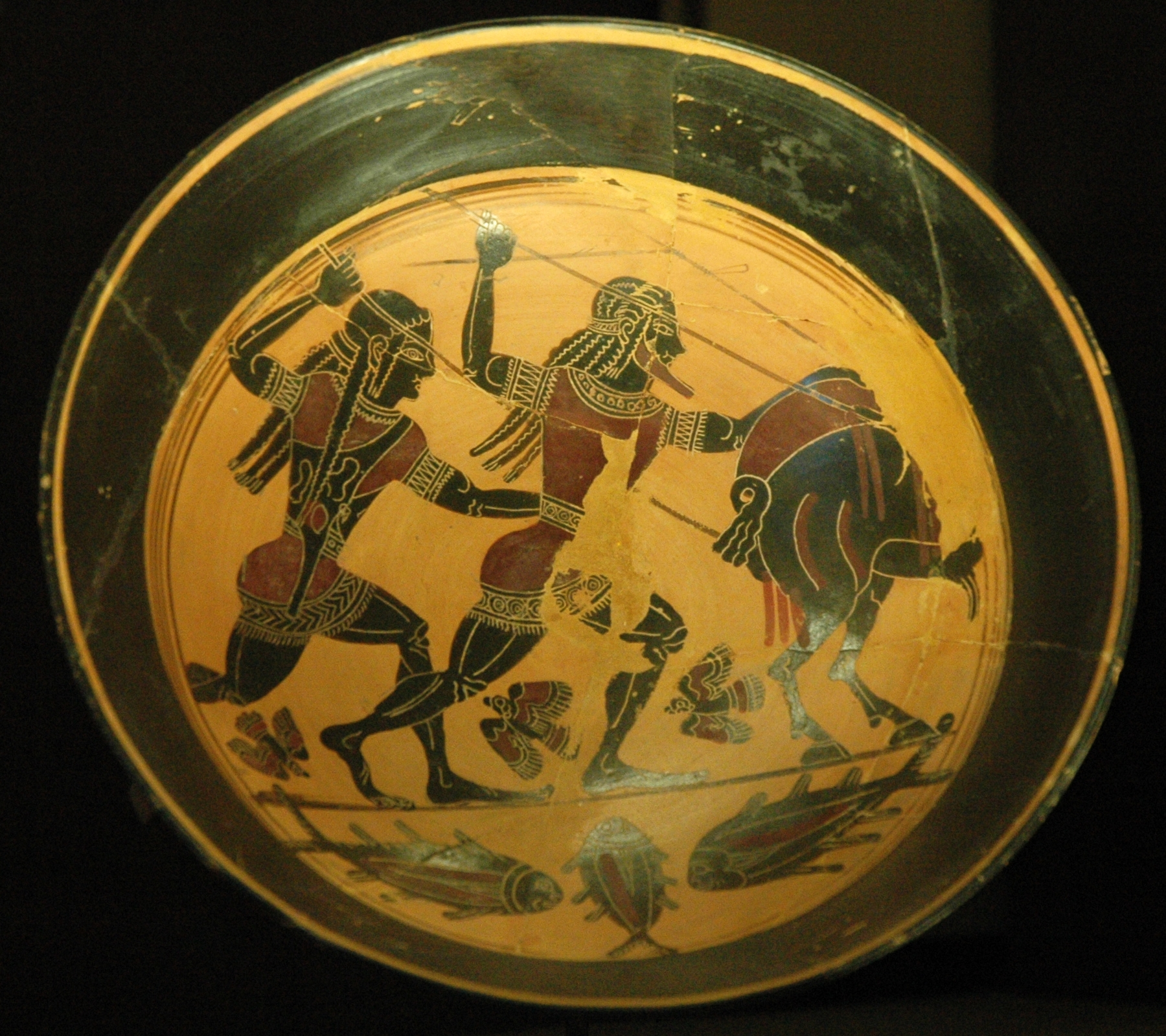
ラコーニアの黒絵式陶器画　紀元前555年ごろ　ルーヴル美術館

この物語について、ハンガリーの神話研究家カール・ケレーニイは、その著書『ギリシアの神話 - 英雄の時代』のなかで、この物語に登場する英雄メレアグロスの死は、早い、不当な死の物語として思い出され、アッティカの石碑の上に一人の若い死者が夢見る狩人として立っている像があれば、それは決まってメレアグロスであるとする。

## 神話
ここでは主としてアポロドーロス及び呉茂一の概説書に従う。

### 発端
カリュドーン王オイネウスは、あるとき、オリュンポスの神々に初穂のまつりを捧げる際に、アルテミス女神だけ忘れてしまった。女神は怒りを発し、獰猛で巨大な猪を天界からカリュドーンに送り込んだ。猪はオイネウスの家畜や作男たちを殺し、農作物に大損害を与えた。オイネウスは使者を遣わしてギリシア全土から勇士を募り、猪を退治した者にはその皮と牙を与えると約束した。

### 猪狩りの勇士たち
オイネウスの招集に応えて集まったとされる勇士は次のとおりである。この名簿には後述するように異同がある。オイネウスは彼らを9日の間饗応した。（ヘーラクレースはこのときオムパレーの奴隷として仕えていたために参加しなかったという）。アポロドーロスが列挙する順序では次のようになる：
- メッセーネーより、イーダースとリュンケウス
- ラケダイモーン（スパルタ）より、カストールとポリュデウケース
- アテーナイより、テーセウス
- ペライより、アドメートス
- アルカディアーより、アンカイオスとケーペウス、アタランテー
- イオールコスより、イアーソーン
- テーバイより、イーピクレース
- ラーリッサより、ペイリトオス
- プティーアーより、ペーレウス とエウリュティオーン
- サラミースより、テラモーン
- アルゴスより、アムピアラーオス
- 更に、アルカディアーより、女勇士アタランテー

地元、カリュドーンでは、
- メレアグロス　オイネウスの息子
- テスティオスの息子たち（オイネウスの妃アルタイアーの兄弟）

アポロドーロスは記していないが、この兄弟は、イーピクロスとプレークシッポスであったとされる。

### メレアグロスとアタランテー
アルカディアから来たアンカイオスとケーペウスの兄弟は、アタランテーが参加しているのを見て、女と一緒に狩りをするのはご免だといいだした。メレアグロスは、アタランテーを見て彼女を魅力的な女だと感じ、好意を持っていたため、彼女の参加を受け入れた。メレアグロスは、すでにイーダースの娘クレオパトラーを妻としていたが、アタランテーを通じて子孫がほしいとも思ったとされる。彼の伯父たち、つまりアルタイアーの兄弟たちは、アタランテーの存在を不吉と見て快く思わなかった。

### 狩り
勇士たちは斧が入ったことのない、鬱蒼と大樹の茂る森に入って行った。彼らは丘や野を越え、広く探して、沼地に大猪が所在するのを見つけた。バッキュリデースによれば、狩りは6日間つづいた。勇者達が戦いを開始すると、猪は飛び出してきて、たちまち二人の狩人を殺し、さらに一人を押し倒してその足を不自由にした。猪に襲われたネストールは木に登って難を逃れた。イアーソーンたちが槍を投げつけたが、みな外れ、イーピクレースの槍がかろうじて猪の肩にかすり傷を負わせただけだった。
テラモーンとペーレウスが進み出たところ、テラモーンは木の根につまずいて転んだ。ペーレウスがテラモーンを抱き起こそうとするところへ猪が突進してきた。アタランテーが矢を放つと、猪の耳の後ろに突き刺さり、猪はいったん逃げた。アンカイオスは猪の前に立ちはだかり、戦斧を振り下ろそうとしたが、猪の方が速く、アンカイオスは腹をえぐられ腸がはみ出した。
ペーレウスは動転して、投げつけた槍の手元が狂ってエウリュティオーンを殺してしまった。アムピアラーオスが猪の目を射抜くと、猪はやみくもに突進し、テーセウスに突っかかってきた。テーセウスの投げた槍は逸れたが、このときメレアグロスが投げた槍が猪の脇腹を貫いた。突き刺さった槍を外そうと、猪がぐるぐる回っているところをメレアグロスは再び手槍でとどめを刺した。

### メレアグロスの死
メレアグロスは猪の皮を剥ぐと、二本の大きな牙を持つ首と共に生皮を褒美としてアタランテーにわたそうとした。しかし、これをよしと思わない者が多数おり、特にテスティオスの息子たちはメレアグロスに対し不快感を露わにし、アタランテーの手からその獲物を奪おうとした。激しい争いとなり、メレアグロスは短剣をふるって、母方の伯父に当たるプレークシッポスの胸を深く刺し貫いた。またオイネウスの息子であるイーピクロスも同様に短剣で殺した。
メレアグロスの母アルタイアーは、兄弟たちの死を嘆くあまり、筺から木片を取り出して火中に投じた。これは、メレアグロスが生まれたときに3人の女が現れて、炉を囲んで「新しく生まれた子よ、そなたの寿命として、我らはこの木片と同じ長さを与えよう」と述べて消え去ったとき残された木片である。アルタイアーはあまりに奇怪なことなので、これは運命の神に違いないと思い、燃えかけの木片を水につけて火を消した後、筺にしまっておいたのである。木片が火に投じられるや、猪退治を祝う人々と共にあったメレアグロスは突然、体中を焼き尽くすような痛みを感じて苦しみだし、そのまま倒れて死んだ。
母アルタイアーは冷静さを取り戻すと深く悲しみ後悔し短剣を胸に突き刺し自害した。妻クレオパトラーもまたみずから命を絶って、メレアグロスの後を追った。彼女たちは、神罰が成就して満足したアルテミス女神によってほろほろ鳥（古代ギリシア語でメレアグリデス meleagrides）に姿を変えられたという。

## 主要な原典

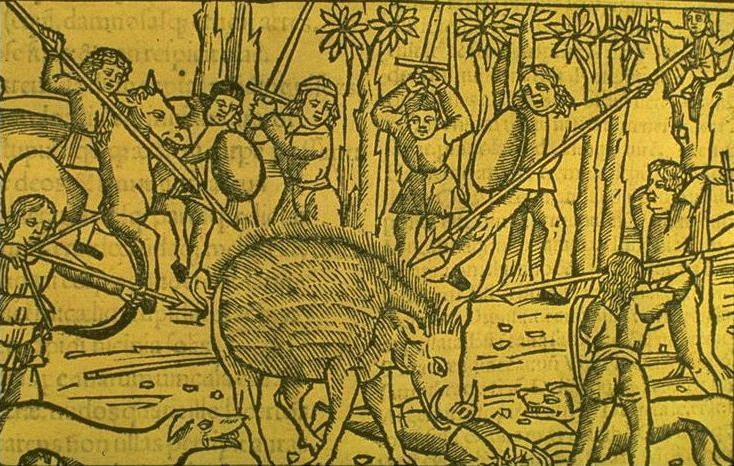
ラファエル・レギウス:en:Raphael Regiusの『変身物語』の木版挿絵　1518年ヴェネツィア

カリュドーンの猪について、現存する古典期の資料のなかで主要なものは以下のとおりである。
- ホメーロス『イーリアス』

紀元前8世紀中ごろの成立と見られている。第9歌において、ポイニクスがアキレウスにカリュドーンの猪、狩りとその結果起こった戦いについて語る。ここでは、狩りの参加者名やメレアグロスのアタランテーへの思い、「運命の燃え木」、メレアグロスの死についての言及はない。
- オウィディウス『変身物語』

紀元前1世紀から紀元1世紀にかけての成立。ラテン語で書かれているので、神々の名前はローマ神話風になっている。第8巻にカリュドーンの猪狩りの物語がある。狩りの登場人物がもっとも多く、狩りの描写やアルタイアーの葛藤について詳述されるが、メレアグロスの妻については言及されない。
- アポロドーロス『ビブリオテーケー』（日本語訳『ギリシア神話』）

紀元1世紀ごろの成立と推定されている。第1巻VIIIにおいて、カリュドーン王オイネウスとその息子たち、トクセウス、メレアグロス（カリュドーンの猪狩りを含む）、テューデウス及びテューデウスの息子ディオメーデースについて紹介している。
- ヒュギーヌス『物語集』（日本語訳『ギリシャ神話集』）

2世紀末から3世紀初頭にかけての成立と見られる。171話「アルタイエー（アルタイアー）」、172話「オイネウス」、173話「カリュドーンの猪退治にいった者たち」、173A「オイネウスに援助を送った国々」、174話「メレアグロス」にかけて扱う。

### 狩りの参加者たちの異同
猪狩りについては、上記のうちアポロドーロス、ヒュギーヌス、オウィディウスが参加者の名簿を書いており、それぞれ異同がある。以下一覧にした。なお、狩りにはオイネウスの義兄弟（メレアグロスの伯父）が参加しているが、上記「猪狩りの勇士たち」節中「オイネウスの親族」で述べたとおり、単に「テスティオスの息子」とされて個々に判然としない場合があるためにここでは割愛した。
| アポロドーロス （『ギリシア神話』 I巻 VIII, 2） | ヒュギーヌス （『ギリシャ神話集』 173話） | オウィディウス （『変身物語』 第8巻） |
| ----------------------------------------------- | ----------------------------------------- | ------------------------------------- |
|                                                 |                                           | アカストス                            |
|                                                 | アスクレーピオス                          |                                       |
| アタランテー                                    | アタランテー                              | アタランテー                          |
| アドメートス                                    | アドメートス                              | アドメートス                          |
| アムピアラーオス                                |                                           | アムピアラーオス                      |
|                                                 | アルコーン（アレースの息子）              |                                       |
|                                                 | アルコーン（ヒッポコオーンの息子）        | アルコーン                            |
| アンカイオス                                    | アンカイオス                              | アンカイオス                          |
| イアーソーン                                    | イアーソーン                              | イアーソーン                          |
|                                                 | イオラーオス                              | イオラーオス                          |
| イーダース                                      | イーダース                                | イーダース                            |
| イーピクレース                                  |                                           |                                       |
|                                                 | エウペーモス                              |                                       |
| エウリュティオーン                              |                                           | エウリュティオーン                    |
|                                                 | エウリュトス（ヘルメースの息子）          |                                       |
|                                                 | エキーオーン                              | エキーオーン                          |
|                                                 | エナイシモス                              | エナイシモス                          |
|                                                 | カイネウス                                | カイネウス                            |
| カストール                                      | カストール                                | カストール                            |
| ケーペウス                                      |                                           |                                       |
|                                                 | デウカリオーン（ミーノースの息子）        |                                       |
| テーセウス                                      | テーセウス                                | テーセウス                            |
| テラモーン                                      | テラモーン                                | テラモーン                            |
| ドリュアース                                    | ドリュアース                              | ドリュアース                          |
|                                                 |                                           | ネストール                            |
|                                                 |                                           | パノペウス                            |
|                                                 |                                           | パラゴン                              |
|                                                 | ヒッパソス                                | ヒッパソス                            |
|                                                 |                                           | ヒッパルモス                          |
|                                                 | ヒッポトオス                              | ヒッポトオス                          |
| ヒュレウス                                      |                                           | ヒュレウス                            |
|                                                 |                                           | ピューレウス                          |
| ペイリトオス                                    |                                           | ペイリトオス                          |
| ペーレウス                                      | ペーレウス                                | ペーレウス                            |
|                                                 | ポイニクス                                | ポイニクス                            |
| ポリュデウケース                                | ポリュデウケース                          | ポリュデウケース                      |
| メレアグロス                                    | メレアグロス                              | メレアグロス                          |
|                                                 | モプソス                                  | モプソス                              |
|                                                 |                                           | アクトールの息子たち（モリオネ）      |
|                                                 | ラーエルテース                            | ラーエルテース                        |
| リュンケウス                                    | リュンケウス                              | リュンケウス                          |
|                                                 | レウキッポス                              | レウキッポス                          |
|                                                 |                                           | レレクス                              |

## 美術の題材

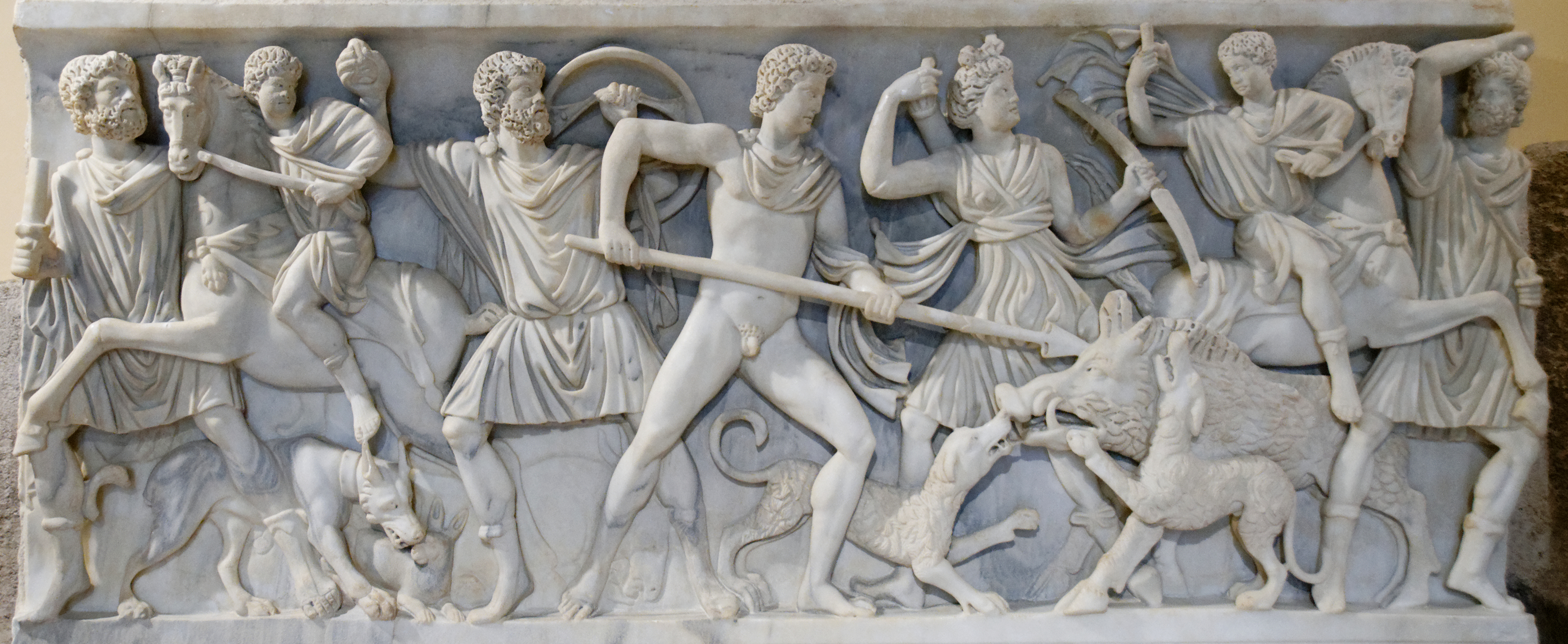
古代ローマ期のヴィコヴァーロの石棺浮彫　ローマカピトリーノ美術館

### ローマ期
2世紀中ごろから古代ローマや地中海の主要都市、アテーナイやギリシア語圏の諸都市などで石棺（サルコファガス）が作られ、この石棺を飾る浮彫にギリシア神話が題材とされた。「カリュドーンの猪狩り」は、「ヘーラクレースの功業」や「ニオベーとその子供たち」などと並んで好まれた。

### バロック期以降

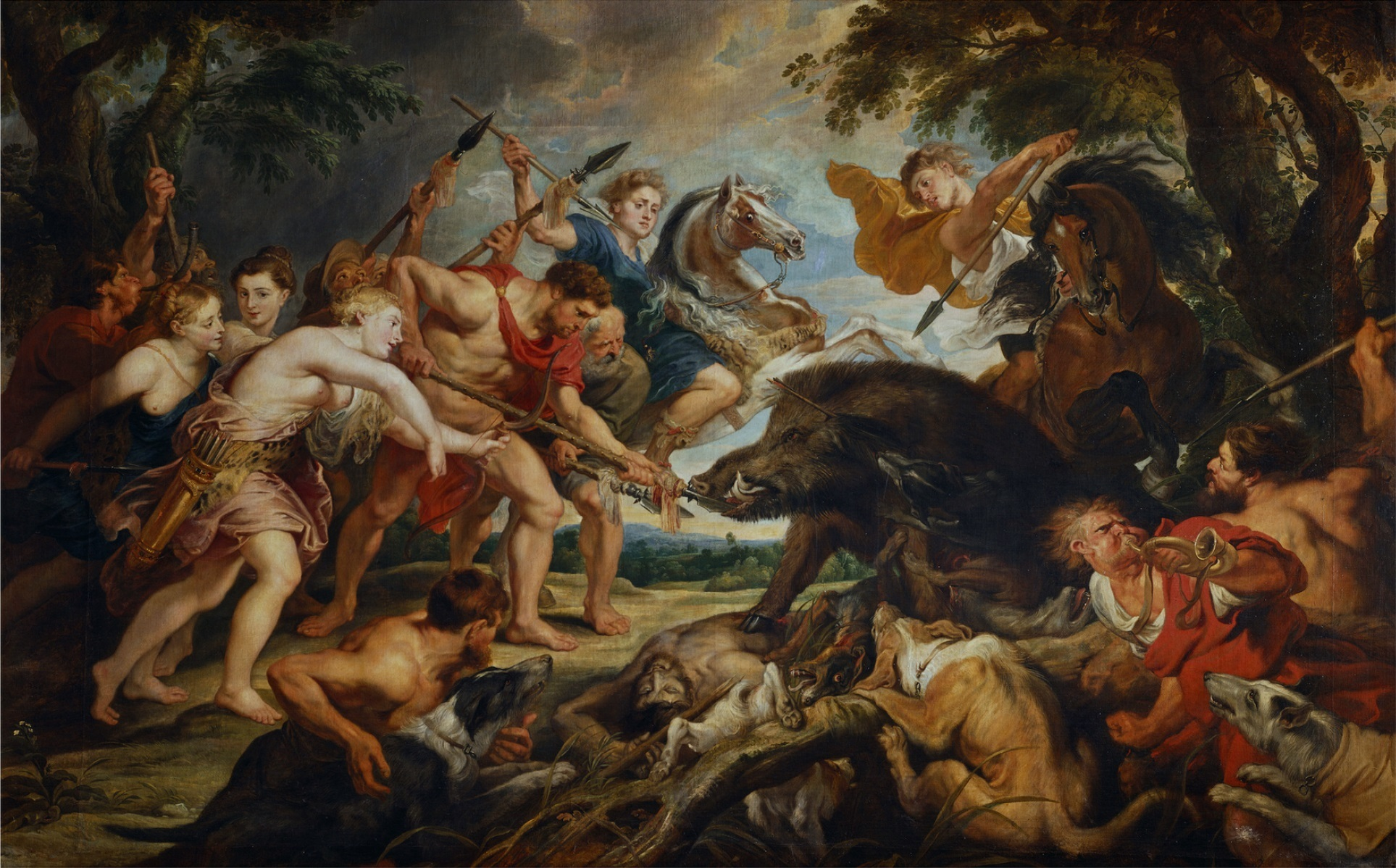
ピーテル・パウル・ルーベンス「メレアグロスとアタランテーの狩り」（1617/1628年？）　ウィーン美術史美術館

絵画ではバロック時代にギリシア神話の題材の一つとして採り上げられた。
- ピーテル・パウル・ルーベンス（1577年 - 1640年)

「メレアグロスとアタランテーの狩り」（1617/1628年？）、「メレアグロスとアタランテー」（1635年）
- ドメニコ・ヴァッカーロ（1678年 - 1745年）

「猪を殺すメレアグロス」（1700年）
- ジャック＝レイモン・ブラスカサ（1804年 - 1867年）

「メレアグロスの狩り、あるいはカリュドーンの猪の死」（ボルドー美術館）